# 中心频率

帶通濾波器的概念圖（頻率軸用對數表示）。請注意，中心頻率與峰值（共振頻率）不會總是匹配

中心頻率（英: Center frequency） {\displaystyle f_{0}} 是带通滤波器的較低的截止頻率 {\displaystyle f_{1}} 與較高的截止頻率 {\displaystyle f_{2}} 的算術平均數或者幾何平均數。
以幾何平均數定義：
{\displaystyle \ f_{0}={\sqrt {f_{1}\cdot f_{2}}}}
以算術平均數定義：
{\displaystyle \ f_{0}={\frac {f_{1}+f_{2}}{2}}}
帶寬 {\displaystyle \ f_{2}-f_{1}} 如果足夠的小，這兩個定義是等價的。與此相關的參見Q値。
一般以幾何平均值的定義用於模擬電路中。而以算術平均值的定義用於更廣泛的領域。

## 相關項目
- 帶通濾波器

## 外部連結
- Calculations and comparisons between the geometric mean and the arithmetic mean（页面存档备份，存于）